# Whistle (Lied)
Whistle ist ein Lied des US-amerikanischen Rappers und Sängers Flo Rida, das 2012 von Atlantic Records veröffentlicht wurde. Produziert wurde der Song von DJ Frank E und David Glass. Whistle wurde als dritte Single aus seinem Album Wild Ones veröffentlicht.

## Inhalt
Im Text geht es hauptsächlich um Oralsex. Flo Rida singt davon, wie er seiner Freundin sagt, sie solle „in seine Pfeife blasen“ und Ähnliches („Show me your perfect pitch, you got it my banjo“). Gegenüber MTV News erklärte er, dass er es im Song „meist sauber“ halte, man es aber auch anders auffassen könne.

## Musikvideo
Ein Musikvideo zu Whistle wurde erstmals am 24. Mai 2012 bei YouTube veröffentlicht. Es zeigt Flo Rida mit einigen Frauen an der Küste Acapulcos in Mexiko, wo das Video auch gedreht wurde. Regisseur war Marc Klasfeld.

## Rezensionen
Stephanie Bruzzese von Common Sense Media vergab dem Song drei Sterne und meinte, dass er einen anderen Sound als einige seiner anderen „boomenden“ Tracks hätte. Robert Copsey von Digital Spy gab dem Lied ein negatives Review und meinte, dass es wohl Flo Ridas „originellstes Lied“ wäre, er vergab nur zwei von fünf möglichen Sternen.

## Kommerzieller Erfolg

### Chartplatzierungen
In Deutschland erreichte das Lied Platz zwei der Singlecharts sowie für zwei Wochen die Spitzenposition der Airplaycharts. In Österreich stieg es auch auf Platz zwei ein und platzierte sich 26 Wochen in den Charts. In der Schweizer Hitparade konnte Whistle schon in der ersten Woche Platz eins erreichen. Daneben erreichte der Song auch die Spitze der Billboard Hot 100 und im Vereinigten Königreich Rang zwei.
| ChartsChartplatzierungen       | Höchstplatzierung | Wochen |
| ------------------------------ | ----------------- | ------ |
| Deutschland (GfK)              | 2 (33 Wo.)        | 33     |
| Österreich (Ö3)                | 2 (26 Wo.)        | 26     |
| Schweiz (IFPI)                 | 1 (33 Wo.)        | 33     |
| Vereinigte Staaten (Billboard) | 1 (29 Wo.)        | 29     |
| Vereinigtes Königreich (OCC)   | 2 (25 Wo.)        | 25     |

| ChartsJahrescharts (2012)      | Platzierung |
| ------------------------------ | ----------- |
| Deutschland (GfK)              | 15          |
| Österreich (Ö3)                | 12          |
| Schweiz (IFPI)                 | 7           |
| Vereinigte Staaten (Billboard) | 17          |
| Vereinigtes Königreich (OCC)   | 15          |

### Auszeichnungen für Musikverkäufe
| Land/Region                  | Auszeichnungen für Musikverkäufe (Land/Region, Auszeichnung, Verkäufe) | Verkäufe  |
| ---------------------------- | ---------------------------------------------------------------------- | --------- |
| Australien (ARIA)            | 7× Platin                                                              | 490.000   |
| Belgien (BRMA)               | Gold                                                                   | 15.000    |
| Dänemark (IFPI)              | Gold                                                                   | 15.000    |
| Deutschland (BVMI)           | 5× Gold                                                                | 750.000   |
| Frankreich (SNEP)            | Gold                                                                   | 104.500   |
| Irland (IRMA)                | Platin                                                                 | 15.000    |
| Italien (FIMI)               | 2× Platin                                                              | 60.000    |
| Kanada (MC)                  | 5× Platin                                                              | 400.000   |
| Mexiko (AMPROFON)            | 3× Gold                                                                | 90.000    |
| Neuseeland (RMNZ)            | 3× Platin                                                              | 45.000    |
| Österreich (IFPI)            | Platin                                                                 | 30.000    |
| Schweden (IFPI)              | 5× Platin                                                              | 200.000   |
| Schweiz (IFPI)               | Platin                                                                 | 30.000    |
| Spanien (Promusicae)         | Platin                                                                 | 60.000    |
| Vereinigte Staaten (RIAA)    | 5× Platin                                                              | 5.000.000 |
| Vereinigtes Königreich (BPI) | 2× Platin                                                              | 1.200.000 |
| Insgesamt                    | 5× Gold · 36× Platin ·                                                 | 8.514.500 |

Hauptartikel: Flo Rida/Auszeichnungen für Musikverkäufe